# HMS Nairana (D05)
HMS Nairana (/naɪˈrɑːnə/) — эскортный авианосец Королевского флота типа «Найрана», головной корабль серии. «Найрана» была построена на верфи John Brown & Company, расположенной в Клайдбанке. Когда в 1941 году было заложено судно, оно задумывалось как торговый корабль Port Pirie для компании Port Line.
HMS Nairana осуществляла сопровождение конвоев в Атлантике и Арктике. 26 мая 1944 года Си Харикейны из 835-й эскадрильи воздушных сил флота, действовавшие с «Найраны», заявили об уничтожении трех Юнкерсов Ju 290 во время обороны конвоя, что составляло чуть меньше 10 % от общего количества самолётов этого типа. После войны, в 1946 году, авианосец был передан Королевскому флоту Нидерландов, как Karel Doorman (QH1), при этом став первым голландским авианосцем. В 1948 году он был заменен в Королевском флоте Нидерландов другим судном с таким же названием. Судно было возвращено Королевскому флоту и продано компании Port Line, став торговым судном Port Victor.

## Конструкция и строительство
После успешного переоборудования и недолгой эксплуатации первого эскортного авианосца HMS Audacity, Адмиралтейство стремилось переоборудовать больше торговых судов, но все имеющиеся суда были зарезервированы Министерством военного транспорта, но в январе 1942 года для переоборудования было предоставлено несколько незавершенных торговых судов.
В январе 1942 года компания «Каледон Шипбилдинг энд Инжиниринг компани» из корпуса рефрижераторного судна MV «Empire Activity», реквизированного Адмиралтейством, начала строить авианосец, он поступил на вооружение как HMS Activity, этот корабль не относился ни к одному типу эскортных авианосцев. Однако, в июле 1942 года Адмиралтейство реквизировало ещё три недостроенных торговых судна, эти суда должны были стать новым типом эскортных авианосцев, головной корабль серии и весь тип получил название «Найрана».
Два корабля, первоначально были быстроходными пассажирскими судами. Одно из них «Порт Пири», строившееся для лондонской компании Port Line, фирмой John Brown & Company должно было стать HMS «Найраной», а другое «Порт Сидней» на строившееся компанией Swan Hunter должно было стать HMS «Виндексом». Третье выбранное судно было рефрижератором, строившимся для компании Shaw Savill на верфи Harland and Wolff в Белфасте, после завершения строительства корабль получил название HMS «Кампания». Все они были названы в честь гидроавианосцев Первой мировой войны.
Так как авианосцы принадлежали к одному типу они должны были быть построены по одному проекту, план прототипа был разработан John Brown & Company, которая снабдила две другие компании копиями планов, но в действительности все авианосцы имели некоторые различия. «Найрана» и «Виндекс» лишь немного отличались друг от друга, а «Кампания» очень отличалась и могла считаться индивидуальным проектом, а не частью серии.
HMS Nairana была спущена на воду 20 мая 1943 года и завершена 12 декабря 1943 года. Экипаж составлял 728 человек, а водоизмещение 14 280 тонн. Длина корабля составляла порядка 161,09 м, ширина 20,88 м и осадка 6,4 м. На корабле было оборудовано 8 аэрофинишёров, один самолётоподъёмник размером 14 × 10 м и один ангар размером 70 × 19 м.
У неё был традиционный заклепочный корпус, стальная полетная палуба и закрытый ангар. Движение обеспечивалась дизельными двигателями, соединенными с двумя валами, дающими вместе 11 000 л. с., они могли двигать корабль со скоростью 17 узлов. Вооружение было сосредоточено на противовоздушной обороне и состояло из двух спаренных 4-дюймовых орудий двойного назначения, шестнадцати (8 × 2) 20-мм автопушек «Эрликон» и шестнадцати пушек «Пом-пом» на четырёх счетверённых установках. Авианосец мог взять на борт до 20 самолётов, он вооружался торпедоносцами Fairey Swordfish и истребителями Hawker Sea Hurricane или Grumman Martlet.

## История
«Найрана» была введена в строй в декабре 1943 года, командовать кораблем был назначен капитан Р. М. Тэйлор. Сразу же после введения авианосец был отправлен в Гурок для подготовки к приему на борт авиационной группы. Первым самолётом совершившим посадку стал Avenger № FN837 из 778-эскадрильи, который 14 декабря успешно провел несколько учебных посадок на палубу. Авианосец с 835-й эскадрильей Воздушных сил флота на борту начал подготовку лётчиков 27 января 1944 года. Nairana и Activity, в составе второй эскортной группы, под командованием капитана Фредерика Джона Уокера покинули реку Клайд 29 января. Эта группа должна была обеспечить прикрытие конвоев OS 66 и KMS 70, группа также занималась поиском немецких подводных лодок в водах к западу от Ирландии. Ввиду плохих погодных условий полёты были запрещены до 31 января. С прояснением погоды Найрана повернула против ветра, чтобы отправить свои Суордфиши в первый противолодочный патруль. В то же время шлюп Wild goose сообщил об акустическом контакте с подводной лодкой. Получив предупреждение об опасности, авианосец HMS Nairana предпринял меры по уклонению. Позже стало известно, что U-592 была потоплена шлюпом Wild goose и флагманом Уокера Starling.
В конце мая 1944 года авианосец вышел в море, в составе 15-й эскортной группой. Авиагруппа корабля по-прежнему состояла из 835 эскадрильи морской авиации, оснащенной девятью Fairey Swordfish и шестью Hawker Sea Hurricane. Суордфиши патрулировали днем и ночью, но успехов это не принесло, так как старая модель радара ASV установленная на Суордфишах 835-й эскадрильи, могла выдать приближение торпедоносца. В мае 15-эскортная группа сопровождала конвои SL 157, SL 158 (из Фритауна) и конвои MKS 48, MKS 49 (из Средиземного моря).
25 мая эскадра была обнаружена немецкими самолётами-разведчиками Junkers Ju 290. Юнкерсы ушли без повреждений, при этом один из Си Харикейнов, вылетевших на перехват, не смог выйти из пикирования и упал в море, пилот погиб. 26 мая 1944 года на рассвете, Харикейн, пилотируемый суб-лейтенантом Бургхэмом, сбил Ju 290 № 9K + FK FAGr 5 над Бискайским заливом. Во второй половине того же дня суб-лейтенанты Мирнс и Уоллис атаковали ещё два Ju 290, Мирнс сбил № 9V+GK, пилотируемый Куртом Ноннебергом, пилот выпрыгнул с парашютом. Другой Ju-290 получив повреждение исчез в облаке и, как предполагалось, разбился.

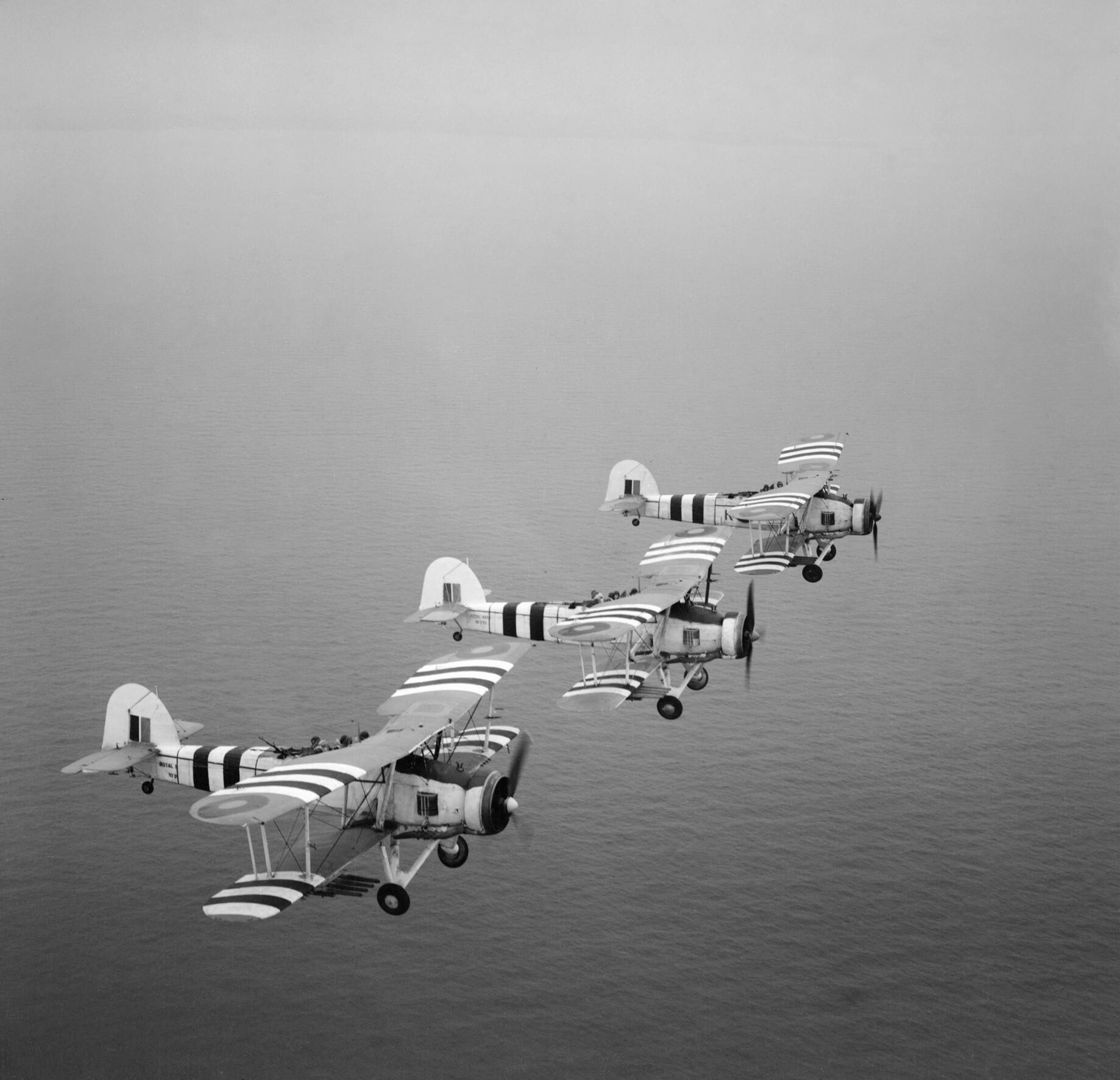
3 Фэйри Суордфиша вооружённые ракетами RP-3

20 октября в море вышел арктический конвой JW 61, в эскортную группу конвоя входили три авианосца: «Найрана», «Виндекс» и «Трекер». JW 61 был большим конвоем состоящим из 62 торговых судов с большой группой сопровождения. Вице-адмирал Фредерик Дэлримпл-Гамильтон командовал «Виндексом» как своим флагманом. 835-я эскадрилья, базировавшаяся на борту «Найраны» имела в своем распоряжении 14 Fairey Swordfish III и 6 Wildcat VI. Авиагруппа «Виндекса» состояла из такого же количества самолётов. Третий авианосец — «Трекер» — имел уже 10 «Эвенджеров» и 6 Wildcat.
Так как арктические дни были очень короткими, большинство полетов проводилось ночью. Три авианосца работали по системе восьмичасового дежурства: один авианосец поднимал свою авиагруппу в воздух, второй авианосец держал свою авиагруппу на палубе, в состоянии боевой готовности, а третий-проводил ремонт и подготовку самолётов к дальнейшим вылетам. Две эскадрильи, оснащенные Суордфишами, из-за их большей пригодности к ночным полетам, делили ночные часы, в то время как Эвенджеры с «Трекера» работали в дневное время. За время перехода до Кольского залива, не было зафиксировано ни одного боевого соприкосновения с противником.
Обратный конвой RA 61 был столь же успешным, только один фрегат HMS Mounsey был потоплен торпедой с U-295 сразу после выхода из Кольского залива. Из-за неопытности лётчиков эскадрилья Виндекса потеряла Уайлдкэт при посадке, самолёт рухнул с палубы авианосца, пилот спасти не удалось. Фэйри Суордфиш рухнул в море после взлёта при этом погиб весь экипаж. Ещё один Суордфиш разбился при посадке, причем самолёту изначально удалось приземлиться, он скатился с палубы и повис на тормозном гаке. Когда гак отвалился самолёт рухнул в море, в результате удалось спасти только пилота. Эскадрилья в общей сложности потеряла или сильно повредила 8 Суордфишей и 2 Уайлдкэта.

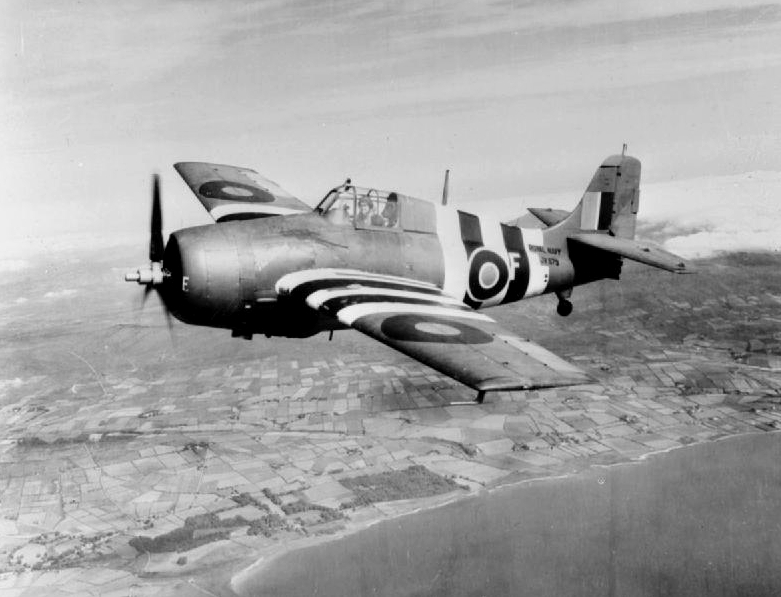
Грумман Уайлдкэт Воздушных сил флота

6 февраля 1945 года «Найрана», «Кампания», крейсер «Беллона» и восемь эскадренных миноносцев присоединились к 26 торговым судам конвоя JW64. На этот раз эскадрильи имели по несколько экипажей на один самолёт, а эскадрилья «Кампании» включала в себя Fairey Fulmar, оснащенные радаром перехвата A1, Фулмары использовались в качестве ночного истребителя. Вскоре после того, как эскорт и конвой сошлись вместе, оператор радара «Кампании» доложил о приближении воздушной цели. Оба авианосца подняли на перехват по 2 Грумман Уайлдкэта. Истребители «Кампании» догнали цель первыми и сбили её, это был Юнкерс Ju 88, при этом один из один из Уайлдкэтов был сбит огнём воздушного стрелка, пилот погиб. На следующее утро, в 07:45, радар «Кампании» засек приближающийся самолёт. Появились две группы торпедоносцев Junkers Ju 88, и эскорт конвоя открыл огонь. Корабли маневрировали, чтобы избежать попадания торпеды, а истребители с «Найраны» поднялась в воздух уже в 08:10. Ни один корабль не был повреждён во время атаки, но и эскорту конвоя не удалось достичь успеха, так как торпедоносцы уклонились от истребителей в плотном тумане.
7 ноября 835-я эскадрилья заявила о повреждении Юнкерса Ju 88. Долгая Арктическая ночь с четырьмя светлыми часами в день вместе с низкой видимостью-препятствовали любым операциям Уайлдкэтов. В темноте корабли слышали шум двигателей приближающихся немецких самолётов. В 17:30 с борта «Кампании» вылетел Fairey Fulmar, но его электрооборудование отказало, когда он приближался к немецкому самолёту, и ввиду потери цели он был вынужден вернуться на авианосец. При посадке он приземлился не по центру и врезался в защитный барьер. 10 ноября находясь в противолодочном Fairey Swordfish сообщил о приближении к конвою 30 «Юнкерсов-88». Истребители вылетели на перехват торпедоносцев, а ПВО эскорта открыло огонь по неприятелю. Комбинированный огонь ПВО эскорта и Уайлдкэтов принес успех. Были сбиты четыре Ju 88, ещё два были заявлены как, вероятно, сбитые Уайлдкэтами, а ещё один был серьёзно поврежден. Те Ju-88, которые смогли выпустить торпеды, не попали ни в один из кораблей, было замечено, что несколько торпед взорвались в кильватере кораблей, но повреждений эти взрывы не нанесли. Два истребителя также были сбиты дружественным огнем эскорта. Совокупные потери сократили истребительное прикрытие эскорта до трех самолётов, оставался один самолёт на «Кампании» и два на «Найране». В 11: 30 была обнаружена ещё одна группа бомбардировщиков-торпедоносцев Ju 88. Уайлдкэты «Найраны» сбили один торпедоносец. Остальные, находясь под плотным огнём эскорта, слишком быстро сбросили свои торпеды и ни одна торпеда не достигла цели.
Обратный конвой RA 64 вышел из Кольского залива утром 17 февраля. Один корабль эскорта и торговое судно были торпедированы почти сразу после выхода из залива. В тот же день было потеряно ещё одно торговое судно. Следующие два дня ужасные погодные условия удерживали все самолёты на земле. 20 февраля, когда стало проясняться, появились самолёты Люфтваффе, и Уайлдкэты в очередной раз взлетели на перехват. Два Ju 88 были сбиты истребителями, два эскортом, и ещё три были повреждены.
Всего же обоими конвоями JW64/RA 64 в результате действий Люфтваффе было потеряно два истребителя (ещё несколько были сбиты дружественным огнём или потеряны в авариях), два корабля эскорта и два торговых судна. Британцы заявили, что уничтожили 15 самолётов, ещё 7 самолётов, вероятно, были уничтожены и одна подводная лодка потоплена.
С окончанием войны отпала необходимость в большом количестве авианосцев, поэтому в 1946 году «Найрана» была передана Королевскому флоту Нидерландов. В Нидерландах корабль был переименован в HNLMS Karel Doorman. В 1948 году авианосец был возвращен Великобритании, тогда же судно было продано и преобразовано в торговое судно Port Victor. До марта 1968 года Port Victor принадлежал компании Cunard Line, но управлялся компанией Blue Star Port Lines. В конце концов в 1971 году судно стало собственностью компании Port Line, 21 июля 1971 года судно было отправлено в Фаслейн на слом.